# 邓孔亮
邓孔亮（英語：Kongliang Ben Deng，1965年11月23日—），广东广州人，国际象棋棋手、国际大师。现为美国洛杉矶超越棋院教练。

## 生平
邓孔亮的父亲邓其湛为象棋名宿。他自幼学习国际象棋，1978年入选广东省队。1984年获国家大师称号。1981年，他在“宁波杯”国际象棋邀请赛中夺冠。同年入选国家集训队。1988年在全国国际象棋个人赛中获得亚军。1994年代表广东队获全国锦标赛团体冠军。同年，获国际棋联授予的国际大师（International Master）称号。
邓孔亮的妻子吕小莎亦为国际象棋棋手、女子国际大师。他们夫妇二人后移民美国夏威夷。他于1997年至1999年间三度蝉联夏威夷州国际象棋冠军。2004年移居洛杉矶。同年，获得南加州国际象棋冠军。与此同时，他们夫妇在洛杉矶地区创办了超越棋院（Beyond Chess）。他们培养出的学生中包括世界女子青少年冠军、国际大师王安妮，全美女子冠军、国际大师于润荷等。